# Улица 50 лет Октября (Курск)
У́лица 50 лет Октября́ — одна из самых протяжённых улица Курска, её длина составляет 7,12 км. Расположена  в Центральном округе города. Начинается от улицы Дзержинского, заканчивается пересечением с Курской объездной дорогой.

## История
Место, где сейчас проходит улица 50 лет Октября в XIX веке было самой окраиной Курска. Сама улица, называвшаяся в то время Выгонной заканчивалась у пересечения с нынешней Суворовской (Солдатской) улицей и была застроена только с чётной стороны. С нечётной стороны в середине XIX века возникла огромная Конная площадь, на которой в 1873 году появился ипподром городского скакового общества. За ним на север тянулось большое поле Лапуаль. На месте дома № 4/2 в конце XIX века было сооружено деревянное трамвайной депо. Оно было предназначено для 12 моторных вагонов, из которых на линию обычно выходило не более восьми. Улица получила современное название 15 сентября 1967 года к Пятидесятой годовщине Октябрьской революции. В 1975 году на улице был построен девятиэтажный жилой дом № 7 —  первое крупнопанельное железобетонное здание Курска.

## Пересекает илисоприкасается сулицами
Ул. Дзержинского, ул. Большевиков, Суворовская ул., ул. Щемиловка, Зелёная ул., ул. Бойцов 9-й дивизии, Воротний пер., 2-й Воротний пер., Выгонный пер., Аэродромная ул., ул. Мичурина, 1-я Фатежская ул., Запольная ул., Студенческая ул., просп. Дружбы, Планерная ул., 1-й Планерный пер., ул. Бурцевка, Орловская ул., ул. Пучковка, Гремяченская ул., 1-я Орловская ул., 2-я Орловская ул., Любажская ул., Линецкая ул., Дмитриевская ул.

## Транспорт
Движение транспорта осуществляется автобусами, маршрутными такси, троллейбусом и трамваем. Линия трамвайных путей проходит от улицы Аэродромной до Автовокзала. Троллейбусная линия проходит от улицы Пучковка до проспекта Дружбы. 

### Трамвай
- №2 (Хлебозавод - Автовокзал)

- №3 (ул. Ольховская - Автовокзал)

### Троллейбус
- №2 (ул. Бочарова - Первый Северо - Западный микрорайон)

- №9 (Знаменский собор - Первый Северо - Западный микрорайон)

На улице находятся автовокзал и Юго-Западный государственный университет.